# Lista chorążych reprezentacji Chorwacji na igrzyskach olimpijskich
Lista chorążych reprezentacji Chorwacji na igrzyskach olimpijskich – lista zawodników i zawodniczek reprezentacji Chorwacji, którzy podczas ceremonii otwarcia nowożytnych igrzysk olimpijskich nieśli flagę Chorwacji.

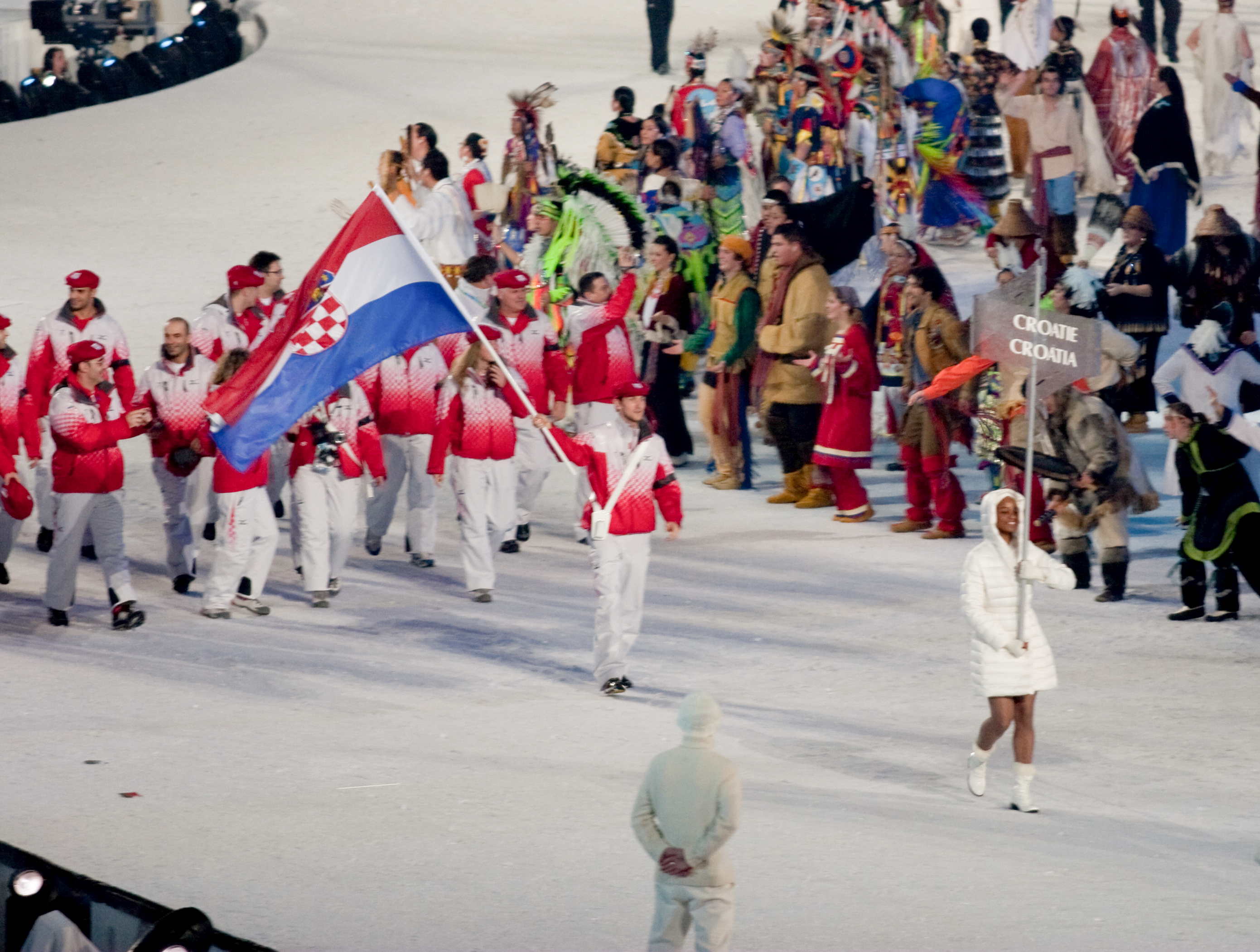
Jakov Fak na czele reprezentacji Chorwacji podczas ceremonii otwarcia Zimowych Igrzysk Olimpijskich w Vancouver

## Chronologiczna lista chorążych
| Lp. | Rok i miejsce        | Chorąży            | Dyscyplina            |
| --- | -------------------- | ------------------ | --------------------- |
| 1   | 1992, Albertville    | Tomislav Čižmešija | Łyżwiarstwo figurowe  |
| 2   | 1992, Barcelona      | Goran Ivanišević   | Tenis                 |
| 3   | 1994, Lillehammer    | Vedran Pavlek      | Narciarstwo alpejskie |
| 4   | 1996, Atlanta        | Perica Bukić       | Piłka wodna           |
| 5   | 1998, Nagano         | Janica Kostelić    | Narciarstwo alpejskie |
| 6   | 2000, Sydney         | Zoran Primorac     | Tenis stołowy         |
| 7   | 2002, Salt Lake City | Janica Kostelić    | Narciarstwo alpejskie |
| 8   | 2004, Ateny          | Dubravko Šimenc    | Piłka wodna           |
| 9   | 2006, Turyn          | Janica Kostelić    | Narciarstwo alpejskie |
| 10  | 2008, Pekin          | Ivano Balić        | Piłka ręczna          |
| 11  | 2010, Vancouver      | Jakov Fak          | Biathlon              |
| 12  | 2012, Londyn         | Venio Losert       | Piłka ręczna          |
| 13  | 2014, Soczi          | Ivica Kostelić     | Narciarstwo alpejskie |
| 14  | 2016, Rio            | Josip Pavić        | Piłka wodna           |
| 15  | 2018, Pjongczang     | Radosław Jankow    | Snowboarding          |
| 16  | 2020, Tokio          | Sandra Perković    | Lekkoatletyka         |
| 16  | 2020, Tokio          | Josip Glasnović    | Strzelectwo           |
| 17  | 2022, Pekin          | Leona Popović      | Narciarstwo alpejskie |
| 17  | 2022, Pekin          | Marko Skender      | Biegi narciarskie     |